# اینکا واسی (لوکاناس)
اینکا واسی (به اسپانیایی: Inka Wasi) یک کوه در پرو است که در منطقه آیاکوچو واقع شده‌است. اینکا واسی ۴٬۴۰۰ متر بالاتر از سطح دریا واقع شده‌است.